# カステルロット
カステルロット（伊: Castelrotto ; 独: Kastelruth カステルルート）は、イタリア共和国トレンティーノ＝アルト・アディジェ州ボルツァーノ自治県にある、人口約6,900人の基礎自治体（コムーネ）。

## 地理

### 位置・広がり

#### 隣接コムーネ
隣接するコムーネは以下の通り。括弧内のTNはトレント自治県所属を示す。
- バルビアーノ
- カンピテッロ・ディ・ファッサ (TN)
- フィエー・アッロ・シーリアル
- ライオーン
- オルティゼーイ
- ポンテ・ガルデーナ
- レノン
- サンタ・クリスティーナ・ヴァルガルデーナ
- ティーレス

## 行政

### 分離集落
カステルロットには、以下の分離集落（フラツィオーネ）がある。
- Alpe di Siusi (Seiser Alm), Bulla (Pufels, Bula), Oltretorrente (Überwasser, Sureghes), Roncadizza (Runggaditsch, Roncadic), San Michele (St. Michael), Sant'Osvaldo (St. Oswald), San Valentino (St. Valentin), San Vigilio (St. Vigil), Siusi allo Sciliar (Seis am Schlern), Tagusa (Tagusens), Tisana (Tisens)

## 住民

### 言語
| 言語集団調査（2011年） | 言語集団調査（2011年） | 言語集団調査（2011年） | 言語集団調査（2011年） | 言語集団調査（2011年） |
| ---------------------- | ---------------------- | ---------------------- | ---------------------- | ---------------------- |
|                        |                        |                        |                        |                        |
| ドイツ語               | ドイツ語               |                        | 80.94%                 | 80.94%                 |
| イタリア語             | イタリア語             |                        | 3.69%                  | 3.69%                  |
| ラディン語             | ラディン語             |                        | 15.37%                 | 15.37%                 |

2011年に行われた、住民がドイツ語・イタリア語・ラディン語のいずれの「言語集団」に属するかの調査によれば（ボルツァーノ自治県#言語集団調査参照）、住民の約81%がドイツ語話者で、約15%のラディン語話者もいる。